# Raizō Tanaka
Raizō Tanaka (田中 頼三, Tanaka Raizō, 27 de abril de 1892 – 9 de julho de 1969) foi um oficial naval japonês que comandou forças da Marinha Imperial Japonesa durante a Guerra do Pacífico na Segunda Guerra Mundial. Tanaka era um especialista nos grandes torpedos carregados pelos navios japoneses de superfície, assim ele comandou principalmente esquadras de contratorpedeiros com alguns cruzadores junto. Ele foi o líder do chamado "Expresso de Tóquio", comboios de reabastecimento e reforço realizados durante a Campanha nas Ilhas Salomão, especialmente na Batalha de Guadalcanal.

## Biografia

### Início de carreira
Raizō Tanaka nasceu em 27 de abril de 1892 em Yamaguchi, na província de Yamaguchi. Ele cursou a Academia Naval Imperial Japonesa e se formou na 21ª turma como o 38º melhor aluno de uma classe de 118. Suas primeiras designações depois de se formar foram como aspirante nos cruzadores blindados Azuma e Nisshin e no couraçado Aki, sendo promovido a subtenente a bordo do Nisshin e então servindo como tal no cruzador protegido Kasagi e também no cruzador de batalha Kongō.
Tanaka cursou aulas de artilharia e torpedos de dezembro de 1916 a dezembro de 1917 e foi promovido a tenente-júnior, em seguida servindo nos contratorpedeiros Hatsushimo e Kusunoki e no couraçado Katori. Ele retornou para um curso avançado sobre torpedos em maio de 1918 e foi promovido a tenente, sendo colocado para servir no navio auxiliar Karasaki como oficial executivo e chefe de torpedos. Foi transferido em outubro de 1921 para o cruzador blindado Iwate, permanecendo até março de 1923, quando foi nomeado oficial executivo e chefe de torpedos do contratorpedeiro Shiokaze e depois do cruzador rápido Yura.
Ele foi promovido a tenente-comandante em dezembro de 1925 e se tornou instrutor na Escola de Torpedos. Em novembro de 1927 passou a exercer funções de estado-maior, sendo transferido em novembro de 1929 para o Distrito Naval de Kure. Tanaka tornou-se o oficial comandante do contratorpedeiro Tachikaze em novembro de 1930 e no mês seguinte foi promovido a comandante. Foi transferido para o comando do contratorpedeiro Ushio no ano seguinte, em seguida trabalhando no estado-maior do Distrito Naval de Yokosuka de dezembro de 1932 até dezembro de 1936. Nesse período foi promovido a capitão.
Tanaka tornou-se o comandante do cruzador rápido Jintsū em dezembro de 1937, permanecendo na embarcação até dezembro do ano seguinte, quando foi transferido para atuar como Chefe do Estado-Maior do Distrito de Guarda de Mako, em Formosa. Depois disso, em dezembro de 1939, foi designado para comandar o Kongō. Ele foi promovido a contra-almirante em outubro de 1941, tendo recebido o comando da 2ª Flotilha de Contratorpedeiros por volta da mesma época.

### Segunda Guerra
Com o início da Guerra do Pacífico, Tanaka comandou a 2ª Flotinha de Contratorpedeiros na invasão das Filipinas e na invasão das Índias Orientais Holandesas na virada de 1941 para 1942, participando da Batalha do Mar de Java em fevereiro de 1942. Suas embarcações foram designadas em junho de 1942 para proporcionarem a escolta dos navios de transporte para a planejada invasão do Atol Midway, porém os japoneses acabaram sendo derrotados na resultante Batalha de Midway.
Com o início da Batalha de Guadalcanal em agosto de 1942, ficou cada vez mais difícil reabastecer as forças em terra do general Harukichi Hyakutake, assim os contratorpedeiros de Tanaka passaram a ser usados como navios de transporte. Sua estratégia era reunir seus navios na Ilha Shortland, fora do alcance dos bombardeiros Douglas SBD Dauntless norte-americanos em Guadalcanal, esperar até o anoitecer e então correr durante a noite até a ilha carregando suprimentos, armas e tropas. Tanaka obteve enorme sucesso nessas corridas, com sua regularidade e sucesso fazendo com que os norte-americanos chamassem essas operações de "Expresso de Tóquio".
As forças de Tanaka foram atacadas durante a Batalha das Salomão Orientais em 24 de agosto, quando aeronaves norte-americanas afundaram um contratorpedeiro e danificaram um navio de transporte e o Jintsū, a capitânia de Tanaka. A situação japonesa em Guadalcanal foi piorando cada vez mais nos meses seguintes, especialmente depois de setembro, porém as entregas de suprimentos continuaram; apenas em outubro, os contratorpedeiros transportaram vinte mil soldados com equipamentos para a ilha, enquanto apenas em 12 de novembro a força de Tanaka foi capaz de transportar onze mil soldados. Os japoneses mesmo assim estavam em minoria.
Na noite de 30 de novembro, os oito contratorpedeiros de Tanaka foram emboscados por uma força norte-americana formada por cinco cruzadores e seis contratorpedeiros, resultando na Batalha de Tassafaronga. Os experientes japoneses reagiram imediatamente e se aproveitaram da inexperiência em combate das forças norte-americanas, lançando torpedos Lança Longa nos inimigos. O cruzador pesado USS Northampton foi atingido e afundado, enquanto os cruzadores pesados USS Pensacola, USS New Orleans e USS Minneapolis foram seriamente danificados. Os japoneses, por sua vez, perderam apenas um contratorpedeiro e conseguiram entregar sua carga.
Uma nova corrida de suprimentos foi atacada por PT boats norte-americanos na noite de 12 de dezembro, com a capitânia de Tanaka, o contratorpedeiro Niizuki, sendo torpedeado duas vezes e afundado, com o próprio Tanaka sendo ferido. Apesar de todos os seus sucessos, ele tinha ficado extremamente impopular com seus superiores, principalmente por ser crítico das estratégias japonesas em Midway e nas Ilhas Salomão; por exemplo, Tanaka há muito tempo defendia o abandono total da campanha em Guadalcanal. Consequentemente, seus ferimentos foram usados como desculpa para transferi-lo para Singapura e depois para designa-lo para um comando em terra na Birmânia, onde permaneceu até o fim da guerra. Tanaka nunca mais recebeu o comando de unidades no mar, porém foi promovido a vice-almirante em outubro de 1944.

### Pós-guerra
Tanaka sobreviveu a guerra a se aposentou da marinha em 26 de junho de 1946, entrando na reserva. Ele se tornou um membro ativo de associações de apoio à Força Marítima de Autodefesa do Japão, a marinha japonesa do pós-guerra, e morreu aos 77 anos em 9 de julho de 1969.